# شهرستان آنتونوفو
شهرستان آنتونوفو (به بلغاری: Antonovo Municipality) یک شهرستان در بلغارستان است که در استان ترگوویشته واقع شده‌است. شهرستان آنتونوفو ۴۷۲ کیلومتر مربع مساحت و ۶٬۵۰۷ نفر جمعیت دارد.

## خواهرخوانده
شهر روکافیوریتا خواهرخواندهٔ شهرستان آنتونوفو هست.